# Komedia o niemej żonie
Komedia o niemej żonie (ang. Comedy of the Dumb Wife) – opera z 1953 roku w dwóch aktach z muzyką i libretto w języku angielskim autorstwa Tadeusza Zygfryda Kasserna na podstawie sztuki La comédie de celui qui épousa une femme muette Anatole France.
Opera została po raz pierwszy wystawiona w Akademii Muzycznej im. Stanisława Moniuszki w Gdańsku przez studentów tejże Akademii 19 maja 2006 roku przy akompaniamencie samego fortepianu (opera nie została do tej pory zorkiestrowana). Wykonanie to zostało uwiecznione na nagraniu Audio CD.

## Obsada prawykonania
- Reżyseria: Dorota Kolak
- Kierownictwo muzyczne: Przemysław Stanisławski
- Scenografia: Katarzyna Zawistowska
- Ruch sceniczny: Anna Galikowska - Gajewska
- Oświetlenie: Andrzej Drewniak

## Wykonawcy
- Master Leonard Botal: Kamil Pękala – baryton
- Catherine, jego żona: Anita Rywalska-Sosnowska – sopran

- Fortepian: Małgorzata Żwan
- Dyrygent: Przemysław Stanisławski